# Adamou Harouna
Adamou Harouna är en nigerisk militär ledare som tog kontroll över landet Niger i en militärkupp den 18 februari 2010, då president Tandja Mamadou störtades.